# Domo
.
Domo (どーもくん Dōmo-kun) är den japanska TV-stationens NHKs maskot som kunde ses i flera 30 sekunders lång stop-motionfilmer.
Namnet Domo kom till först när en programledare sa "dōmo, konnichiwa" (どうも、こんにちは) vilket fritt kan översättas till "Nämen, hallå där!" men också "Hej, Domo!".
Domos favoritmat är japansk kött- och potatisgryta, och han ogillar äpplen på grund av något oförklarligt med hans DNA. Han kommunicerar endast genom lågfrekventa ljud, som låter lite som hans namn, men andra karaktärer förstår vad han säger. Domo är även känd för att fisa när han är nervös eller upprörd.

## Översättning
Denna artikel bygger helt på motsvarande artikel på engelska Wikipedia